# 布朗扎克
布朗扎克（法語：Blanzac，法語發音：[blɑ̃zak]）是法国新阿基坦大区上维埃纳省的一个市镇，属于贝拉克区。

## 地理
布朗扎克（46°8'1"N, 1°6'48"E）面积23.5 平方千米，位于法国新阿基坦大区上维埃纳省，该省份为法国中西部省份，北起顺时针与安德尔省、克勒兹省、科雷兹省、多爾多涅省、夏朗德省和维埃纳省接壤。
与布朗扎克接壤的市镇（或旧市镇、城区）包括：贝拉克、德鲁、佩拉德贝拉克、朗孔、圣瑞尼安莱孔布、加尔唐普河畔圣旺。

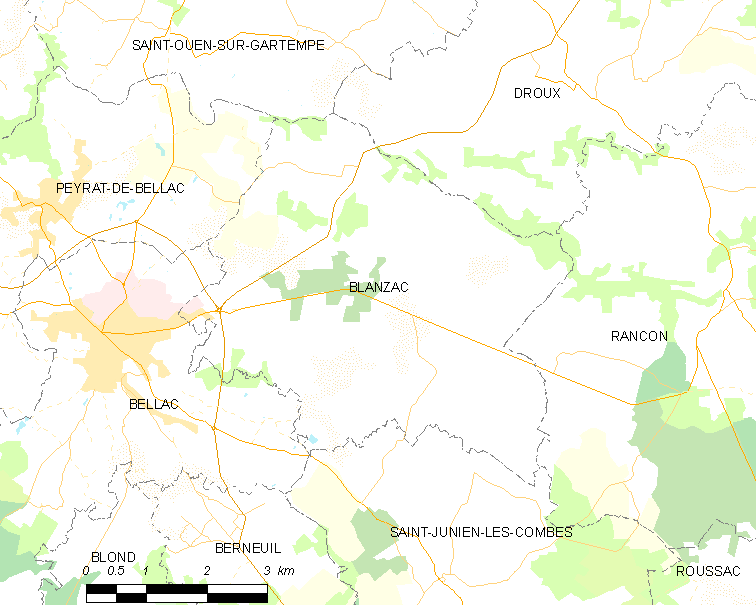
布朗扎克的OSM定位图

布朗扎克的时区为UTC+01:00、UTC+02:00（夏令时）。

## 行政
布朗扎克的邮政编码为87300，INSEE市镇编码为87017。

## 政治
布朗扎克所属的省级选区为贝拉克县。

## 人口

1962-2008年间布朗扎克人口变化图示

布朗扎克于2022年1月1日时的人口数量为479人。